# Traktát
Traktát (z lat. trahere táhnout nebo tractare pojednávat) označuje pojednání jakožto literární žánr.
Literárního žánru traktátu se užívá především k šíření náboženských nebo politických idejí. Traktát se snaží většinou pojednat vcelku a přehledně o zvoleném tématu či o nějaké oblasti lidského poznání – obecně si neklade nároky na velkou originalitu.
V židovství se objevuje traktát v Mišně a Talmudu, hlavních dílech židovské nábožensko-právní literatury. Traktát tvoří hlavní literární jednotku, která se dále dělí na jednotlivé kapitoly a ty na jednotlivé mišnajot.
V teologii se pojmu traktát užívá též pro označení základního pojednání v jednotlivých disciplínách systematické teologie. Hovoří se pak např. o traktátu o Trojici, který označuje základní souhrn vědomostí studenta z oboru trinitární teologie.
S traktáty je spojeno také oxfordské hnutí v anglikánské církvi, označované též jako traktarianismus, jehož náboženské eseje byly ve 30. a 40. letech 19. století vydávány v sérii Tracts for the Times. K této skupině patřili mezi jinými John Henry Newman, John Keble, Henry Edward Manning a Edward Pusey. V tomto historickém kontextu byly jejich traktáty teologickými rozmluvami, které se snažily dokázat spojitost mezi životem současné církve a obdobím církevních Otců. Toto hnutí a jeho traktáty měly nesmírný dopad na tzv. anglokatolicismus, avšak svou náplní, učeností a délkou velmi překonávaly klasickou formu traktátu.